# Афганське печиво
Афганське печиво (англ. Afghan biscuit) — традиційна новозеландська страва, виготовлена з борошна, вершкового масла, цукру, кукурудзяних пластівців і какао-порошка, покрите шоколадною глазур'ю і прикрашене половинкою волоського горіху. Рецепт містить велику кількість масла і відносно мало цукру, що разом з відсутністю розпушувача, надає печиву м'яку, щільну і насичену текстуру з хрусткою скоринкою із пластівців. Високий вміст масла надає м'яку консистенцію в роті, а солодкість глазурі компенсує низький вміст цукру та гіркоту какао.

## Етимологія назви
Страва походить з Нової Зеландії, натомість назва, ймовірно, походить від назви кольору «афганський коричневий» (Afghanistan brown). Рецепт з такою назвою неодноразово публікувався у кількох виданнях відомої кулінарної книги Нової Зеландії — «Edmonds Cookery Book».
Griffin's Foods, виробник печива, перекусок і кондитерських виробів у Новій Зеландії, що також продає афганське печиво, у червні 2020 року оголосив про перейменування печива через расистські конотації, зокрема до Афганських війн.

## Компоненти
Інгредієнти, як правило, включають борошно, масло, цукор, кукурудзяні пластівці (або подрібнений Weet-Bix, або великі вівсяні пластівці тощо), какао-порошок, шоколадна глазур, волоський горіх